# Kreis Kolberg-Körlin

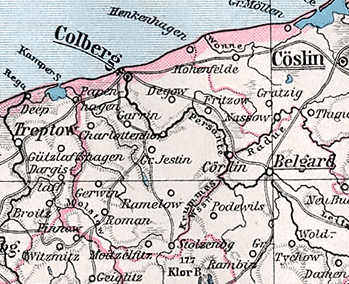
Das Kreisgebiet 1905

Der Kreis Kolberg-Körlin war ein preußischer Landkreis in der Provinz Pommern, der zwischen 1872 und 1945 bestand. Er war einer der drei Nachfolgekreise des Kreises Fürstenthum Cammin. Seine Kreisstadt Kolberg bildete seit 1920 einen eigenen Stadtkreis. Das ehemalige Kreisgebiet liegt heute in den Powiaten Kołobrzeski (Kolberger Kreis) und Białogardzki (Belgarder Kreis) in der polnischen Woiwodschaft Westpommern.

## Verwaltungsgeschichte
Der Kreis Colberg-Cörlin entstand am 1. September 1872 aus dem westlichen Teil des Kreises Fürstenthum. Er gehörte zum Regierungsbezirk Cöslin (später Köslin) in der Provinz Pommern und umfasste zu Beginn seines Bestehens die Städte Colberg und Cörlin, 76 Landgemeinden und 65 Gutsbezirke. Das Landratsamt war in der Stadt Colberg.
Nach dem Ersten Weltkrieg wurde die Schreibweise des Kreises in Kreis Kolberg-Körlin geändert. Am 1. Mai 1920 verließ die Stadt Kolberg den Kreis und bildete seitdem einen eigenen Stadtkreis. Eine Gebietsreform zum 30. September 1928 entsprechend der Entwicklung im übrigen Freistaat Preußen löste alle Gutsbezirke auf und teilte sie benachbarten Landgemeinden zu.
Im Frühjahr 1945 wurde das Kreisgebiet von der Roten Armee besetzt. Nach Kriegsende wurde das Kreisgebiet zusammen mit ganz Hinterpommern von der Sowjetunion der Volksrepublik Polen zur  Verwaltung überlassen. In der Folgezeit wurden die allermeisten Bewohner des Kreisgebiets von den örtlichen polnischen Verwaltungsbehörden vertrieben.

## Einwohnerentwicklung
| Jahr | Einwohner | Quelle |
| ---- | --------- | ------ |
| 1871 | 47.938    | [ 3 ]  |
| 1890 | 52.234    | [ 5 ]  |
| 1900 | 57.871    | [ 5 ]  |
| 1910 | 63.776    | [ 5 ]  |
|      |           |        |
| 1925 | 39.932    | [ 5 ]  |
| 1933 | 39.192    | [ 5 ]  |
| 1939 | 38.748    | [ 5 ]  |

## Landräte

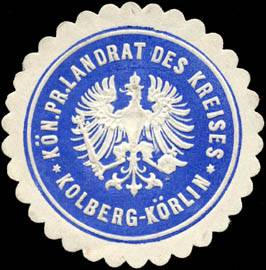
Siegelmarke des königlich preußischen Landrats des Kreises Kolberg-Körlin

- 1872–187800Robert von Schröder (1807–1894)
- 1878–187900Peterssen (kommissarisch)
- 1879–188900Ernst von Natzmer
- 1889–189200Wilhelm von Holtz
- 1892–190200Albert August Wilhelm von Puttkamer (1861–1931)
- 1902–191100Rüdiger von der Goltz (1869–1945)
- 1911–191400Hans Joachim von Brockhusen (1869–1928)
- 1914–191600Rudolf Klein (1885–1971) (vertretungsweise)
- 1917–191900Nikolaus von Gerlach (1875–1955)
- 1919–999900von Alvensleben (vertretungsweise)
- 1919–192800Kurt von Stempel (1882–1945)
- 1928–193400Gustav Berlin (1878–1955)
- 1934–194500Johannes Hossenfelder

## Kommunalverfassung
Der Kreis Kolberg-Körlin gliederte sich in Städte, in Landgemeinden und – bis zu deren Auflösung im Jahre 1928 – in selbstständige Gutsbezirke. Mit Einführung des preußischen Gemeindeverfassungsgesetzes vom 15. Dezember 1933 gab es ab dem 1. Januar 1934 eine einheitliche Kommunalverfassung für alle preußischen Gemeinden. Mit Einführung der Deutschen Gemeindeordnung vom 30. Januar 1935 trat zum 1. April 1935 im Deutschen Reich eine einheitliche Kommunalverfassung in Kraft, wonach die bisherigen Landgemeinden nun als Gemeinden bezeichnet wurden. Diese waren in Amtsbezirken zusammengefasst. Eine neue Kreisverfassung wurde nicht mehr geschaffen; es galt weiterhin die Kreisordnung für die Provinzen Ost- und Westpreußen, Brandenburg, Pommern, Schlesien und Sachsen vom 19. März 1881.

## Amtsbezirke, Städte und Gemeinden

### Amtsbezirke
Die Gemeinden des Kreises Kolberg-Körlin waren in den 1930er Jahren in 21 Amtsbezirke gegliedert. Die Stadt Körlin war amtsfrei.
| - Amtsbezirk Alt Marrin - Amtsbezirk Alt Werder - Amtsbezirk Altstadt - Amtsbezirk Degow - Amtsbezirk Drenow - Amtsbezirk Drosedow - Amtsbezirk Fritzow | - Amtsbezirk Garrin - Amtsbezirk Gervin - Amtsbezirk Groß Jestin - Amtsbezirk Kerstin - Amtsbezirk Koseeger - Amtsbezirk Kölpin-Sternin - Amtsbezirk Lübchow | - Amtsbezirk Neurese - Amtsbezirk Petershagen - Amtsbezirk Rogzow - Amtsbezirk Roman - Amtsbezirk Rützow - Amtsbezirk Stolzenberg - Amtsbezirk Wartekow |

### Städte und Gemeinden 1945
Im Jahr 1945 umfasste der Kreis Kolberg-Körlin eine Stadt und 78 weitere Gemeinden:
| 1. Altbork (mit Bahnhof Altbork) 2. Alt Tramm (mit Ziegelei) 3. Alt Werder 4. Baldekow 5. Bartin 6. Bodenhagen 7. Bogenthin 8. Bullenwinkel 9. Büssow 10. Damgardt 11. Damitz 12. Dassow (mit Ausbau Alt Marrin, Dassower Mühle und Hoppekathen) 13. Degow (mit Bahnhof Degow, Ochsenwiese, Peuske und Siedlung nach Bartin) 14. Drenow (mit Charlottenhof, Neumühl und Sophienhof) 15. Drosedow (mit Vorwerk Drosedow und Waldhof) 16. Eickstedtswalde (mit Groß Vorbeck und Klein Vorbeck) 17. Fritzow 18. Gandelin (mit Neu Gandelin) 19. Ganzkow 20. Garchen (mit Schwartow) 21. Garrin 22. Gervin (mit Birkhain) 23. Gribow 24. Groß Jestin 25. Henkenhagen (mit Ulrichshof und Ziegenberg) 26. Jaasde (mit Jaasder Katen) 27. Jarchow 28. Karvin (mit Dumzin und Karviner Mühle) 29. Kerstin (mit Fuchsmühle, Johannesthal und Krühne) 30. Klein Jestin 31. Kolberger Deep 32. Kölpin (mit Grandhof, Kölpiner Mühle, Neukölpin, Schmuckenthin und Vogelsang) 33. Körlin, Stadt (mit Forsthaus Stadtwald, Hühnerheide, Stadtholzkaten und Vorwerk Körlin) 34. Kowanz (mit Neu Kowanz und Ritterberg) 35. Leikow (mit Bahnhof Fritzow, Putzernin und Zürkow) 36. Lestin (mit Forsthaus Freienfelde, Grünhaus, Lestiner Krugplatz und Strebelow) 37. Lübchow (mit Lübchower Mühle) 38. Mallnow (mit Koseeger und Kruckenbeck) 39. Mechenthin 40. Mohrow 41. Moitzelfitz (mit Schönau und Wedderwill) 42. Naugard (mit Eisenbahnhaltestelle Papenhagen, Papenhagen und Ziegelei Papenhagen) 43. Necknin (mit Erziehungsheim und Martensche Ziegelei) 44. Nehmer (mit Pottberg und Stubbenberg) 45. Nessin 46. Neubork 47. Neurese (mit Marienhof) 48. Neu Tramm 49. Neu Werder 50. Peterfitz (mit Emmasthal, Fähre, Forsthaus Klaptow, Hypkenmühle, Klaptow und Lustebuhr) 51. Petersfelde (mit Dryhn und Meierei) 52. Petershagen (mit Pommerscher Hof) 53. Pobloth (mit Groß Pobloth, Klein Pobloth und Vorwerk Groß Pobloth) 54. Poldemin 55. Prettmin 56. Quetzin (mit Alt Quetzin, Bocksberg und Neu Quetzin) 57. Rabuhn (mit Moitzlin) 58. Ramelow (mit Büchenberg, Emmenthal, Meisegau, Rollborn und Vorwerk Ramelow) 59. Reselkow (mit Ausbau Brandmoor, Ausbau Brückenkrug, Ausbau Eichhof, Ausbau Pinnow, Brückenkrug, Forsthaus am Steudnitzsee, Forsthaus Seebeck, Hohenfier, Jäglin, Karlshagen, Mühlenbruch, Neu Reselkow und Sophienwalde) 60. Rogzow (mit Leppin, Neugasthof und Rogzower Mühle) 61. Roman (mit Birkenfelde, Buchwald, Starsberg und Waldhaus) 62. Rossenthin (mit Dassow, Kautzenberg und Wasserwerk Rossenthin) 63. Rützow 64. Rüwolsdorf (mit Alt Marrin, Neu Marrin und Vorwerk Kuhhagen) 65. Schleps 66. Schötzow (mit Vorwerk Schötzow) 67. Schwedt (mit Althof, Ludwigshöh und Mönchgrund) 68. Seefeld 69. Sellnow 70. Semmerow 71. Simötzel (mit Forsthaus Trienke, Schäferei Trienke, Trienke und Wilhelmsberg) 72. Spie (mit Baselerskaten) 73. Sternin (mit Kienow) 74. Stöckow (mit Neu Stöckow) 75. Stolzenberg 76. Wartekow (mit Karkow, Karkower Mühle und Neuland) 77. Wobrow (mit Altstadt und Helenenhöhe) 78. Zernin (mit Neu Zernin und Ströpsack) 79. Zwilipp (mit Fähre und Pustar) |

### Vor 1945 aufgelöste Gemeinden
- Adlig Henkenhagen, Eigentum Henkenhagen und Fischerlage Henkenhagen, 1905 zur Gemeinde Henkenhagen zusammengeschlossen
- Neu Gandelin, 1923 nach Gandelin eingemeindet
- Neu Sternin, 1923 nach Sternin eingemeindet
- Alt Quetzin und Neu Quetzin, 1928 zur Gemeinde Quetzin zusammengeschlossen
- Groß Pobloth, 1928 mit den Gutsbezirken Klein Pobloth und Groß Pobloth zur Gemeinde Pobloth zusammengeschlossen

### Namensänderungen
Zum 14. Juli 1936 wurden die Schreibweisen der Gemeinden Altbork (zuvor: Alt Bork) und Neubork (zuvor: Neu Bork) „amtlich festgestellt“.

## Verkehr
Die Stadt Kolberg wurde von Belgard her über Körlin 1859 durch die Berlin-Stettiner-Eisenbahn-Gesellschaft an das Bahnnetz angeschlossen >111n<.
Eine direkte Verbindung nach Stettin über Naugard stellte die Altdamm-Colberger Eisenbahn-Gesellschaft 1882 her >111d<. Sie verband auch ab 1899 Kolberg mit der Bezirkshauptstadt Köslin >111e<.
Die Mitte und der Süden des Kreises wurden durch Schmalspurstrecken der Kolberger Kleinbahnen AG erschlossen, an der der Kreis 1939 zu über 60 % des Kapitals beteiligt war.
1895 wurde die Strecke von Kolberg über Roman nach Regenwalde nebst der Abzweigung Groß Jestin – Stolzenberg eröffnet >113r+r²<.
1899 folgte die Linie in den Kreis Greifenberg, die in Mühlenbruch abzweigte >113p<.
1909 kam die Teilstrecke Groß Jestin–Groß Pobloth hinzu, die 1915 bis Körlin durchgeführt wurde >113r³<. Somit umfasste das Kleinbahnnetz fast zwei Drittel des gesamten Bahnnetzes im Kreisgebiet.
(Die Zahlen in >< beziehen sich auf das Deutsche Kursbuch 1939).